# Brandmaus
Die Brandmaus (Apodemus agrarius) ist eine Säugetierart aus der Familie der Langschwanzmäuse (Muridae). Diese relativ kleine und kurzschwänzige Langschwanzmaus kommt in zwei getrennten Arealen vom östlichen Mitteleuropa bis nach Ostchina und Taiwan vor. Sie bewohnt überwiegend feuchte und deckungsreiche Habitate und ist in Mitteleuropa auch in Parks und Gärten häufig. Die Art gilt laut IUCN als nicht gefährdet.

## Merkmale
Die Brandmaus gehört zu den kleineren Arten der Gattung Apodemus, der Schwanz ist relativ kurz und die Ohren sind kleiner als bei anderen Vertretern der Gattung. Die Kopf-Rumpf-Länge beträgt 75–115 mm, die Schwanzlänge 60–92 mm, die Länge des Hinterfußes 16–21 mm und die Ohrlänge 10–13 mm. Die Tiere wiegen 14–35 g. Das Fell ist oberseits warm rotbraun, nur bei Jungtieren grauer braun. Über die Rückenmitte verläuft ein schmaler schwarzer Streifen (Aalstrich), der zwischen den Ohren beginnt und sich bis zur Schwanzwurzel hinzieht. Die Unterseite ist grauweiß. Die Weibchen haben vier Milchdrüsen.

## Verbreitung

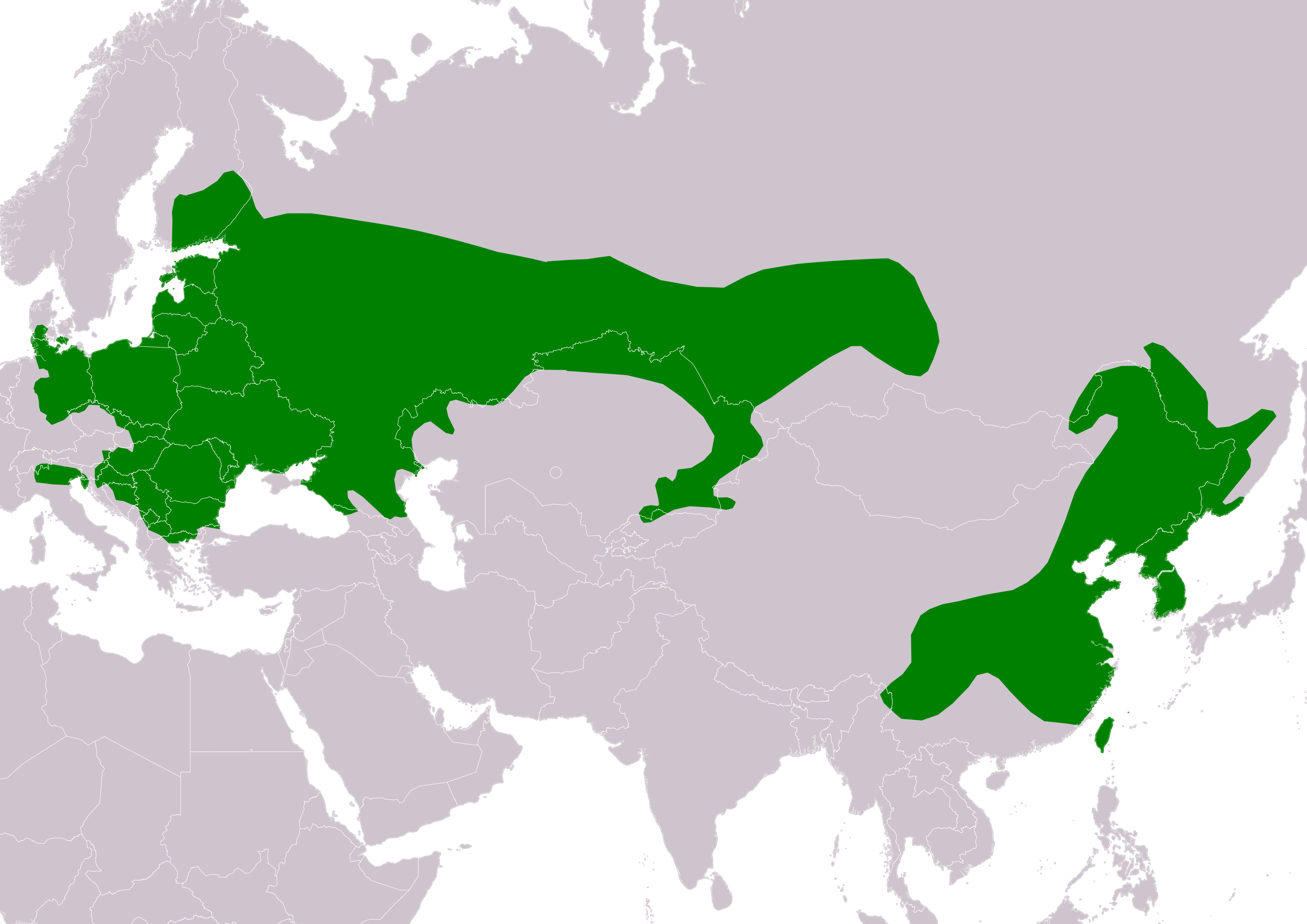
Verbreitung der Brandmaus:
Ganzjähriges Vorkommen

Das gegenwärtige Verbreitungsgebiet der Brandmaus umfasst in zwei getrennten Teilarealen große Teile der Paläarktis. Das westliche Teilareal reicht in West-Ost-Richtung vom östlichen Mitteleuropa und dem Norden Italiens nach Osten bis in die Nähe des Baikalsees und den Nordwesten der Volksrepublik China, wobei die Art in großen Teilen des südöstlichen Mitteleuropas fehlt.
Die Besiedlung Westeuropas erfolgte erst vor ca. 7.000 Jahren vor unserer Zeitrechnung. Die nordwestliche Verbreitungsgrenze verläuft durch Deutschland etwa entlang einer Linie vom Unterlauf der Weser im Osten Westfalens, über die untere Werra im östlichen Hessen und im Südwesten Deutschlands nördlich des Mains im Raum Münnerstadt über das nordöstliche Oberfranken und das Erzgebirge. In Nord-Süd-Richtung reicht das europäische Areal vom Süden Finnlands bis in den Norden Griechenlands.
Das östliche Teilareal umfasst im Norden die südlichen Teile des fernen Ostens Russlands, reicht nach Süden bis Korea und China etwa bis 25° N und schließt Taiwan ein.

## Lebensraum

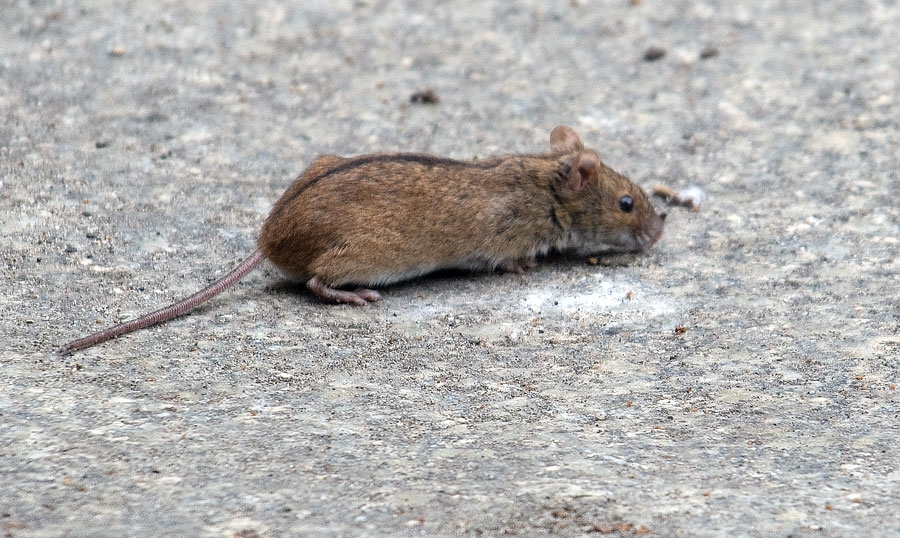
Brandmaus im Park des Schlosses Britz in Berlin

Die Brandmaus bewohnt deckungsreiche und überwiegend feuchte Habitate wie Waldränder, Gebüsch, feuchte Wiesen und Röhricht, aber auch – und offenbar zunehmend – Gärten und Parkanlagen. Sie bewohnt überwiegend Niederungen, kommt aber in Nordmazedonien bis in 1750 m Höhe vor. Im Sommer besiedelt die Art auch Getreidefelder, im Winter ist sie häufig in Scheunen und ähnlichen Gebäuden anzutreffen.

## Lebensweise
Brandmäuse sind überwiegend tag- und dämmerungsaktiv. Die Tiere springen und klettern weniger gut als andere Arten der Gattung und halten sich meist auf dem Boden auf. Die Nahrung besteht aus Samen und Früchten, aber auch zu einem hohen Anteil aus Insekten und deren Larven, Schnecken und Würmern.

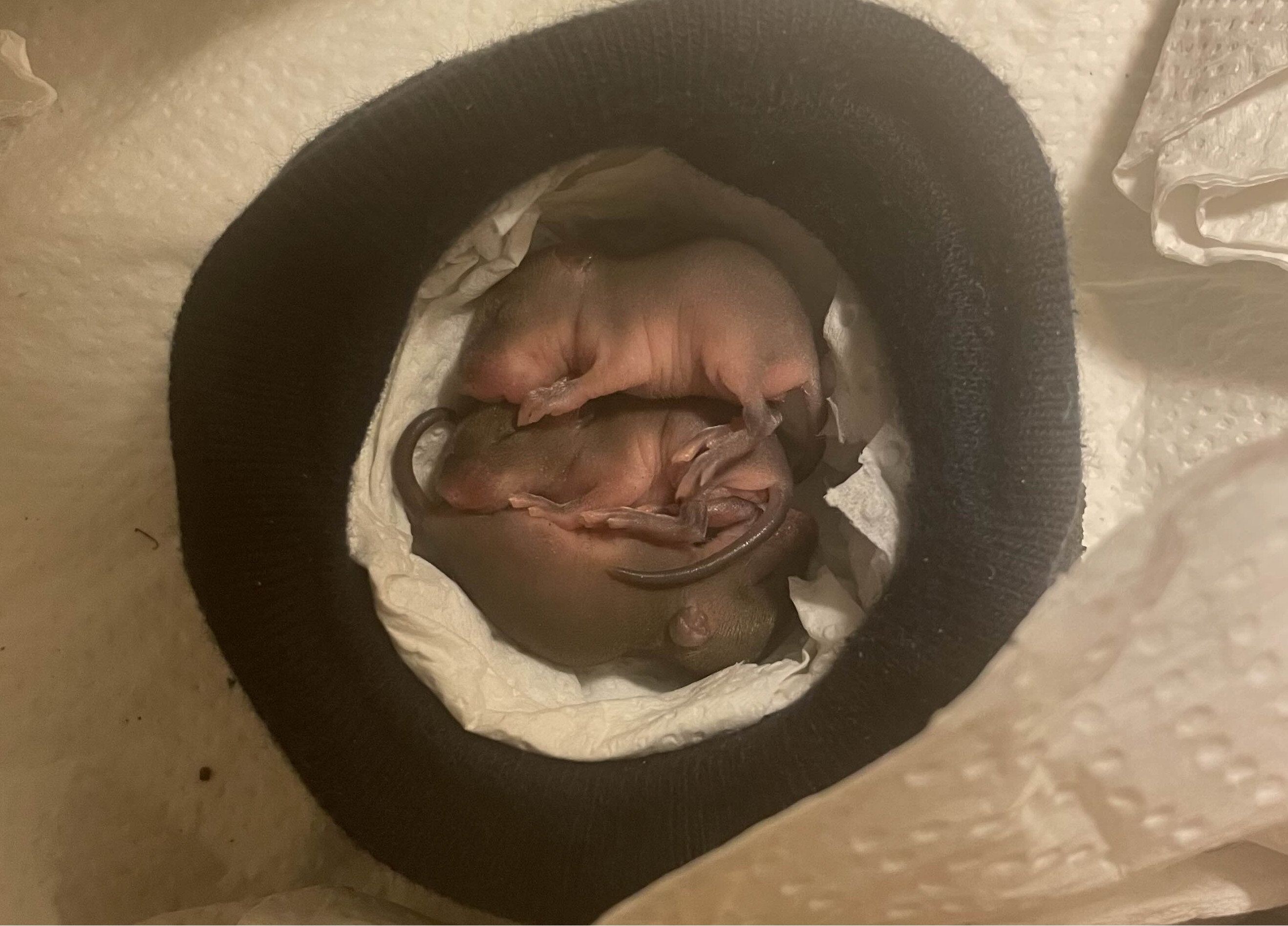
Jungen der Brandmaus im Alter von 7 bis 8 Tagen.

Die Fortpflanzung findet von April bis September statt. Die Tragzeit beträgt 18 bis 21 Tage. Die Würfe umfassen 4 bis 9, meist 6 bis 7 Junge. Die Augen öffnen sich im Alter von 9 bis 12 Tagen, nach 8 Wochen sind die Jungtiere geschlechtsreif. 
Die Tiere sind territorial und verteidigen ihr Territorium sowohl gegen Artgenossen als auch gegen die Gelbhalsmaus. Je nach Habitat schwankt die Siedlungsdichte zwischen 5 und 50 Individuen pro Hektar, sie ist in Wäldern am niedrigsten und in städtischen Grünanlagen am höchsten. Gelegentlich kommen Massenvermehrungen vor.
Untersuchungen haben gezeigt, dass die Brandmaus bei einer Flucht vor einem Räuber oder einem Konkurrenten der eigenen oder einen anderen Art ihren Verfolger aktiv mit speziellen Versuchen zu täuschen versucht, indem sie in einen Bau fliehen und sich direkt hinter dem Eingangsbereich versteckt; nachdem der Verfolger den Bau betreten hat und an der Brandmaus vorbeigelaufen ist, verlässt sie diesen wieder und hängt den Verfolger so ab.

## Die Brandmaus als Krankheitsüberträger
Die Brandmaus ist als Überträger von Hantaviren identifiziert: in Mittel- und Nordosteuropa das Dobrava-Virus, in Asien das Hantaan-Virus.

## Bestand und Gefährdung
Die Art ist im Osten ihres Verbreitungsgebietes deutlich häufiger als im westlichen Teil, im Bereich der nordwestlichen Verbreitungsgrenze ist auch eine Arealverkleinerung belegt. Andererseits hat die Brandmaus ihr Areal erst in den letzten Jahrzehnten in das südliche Österreich ausgedehnt. Der Weltbestand gilt laut IUCN als nicht gefährdet („least concern“), auch in Deutschland wird die Art in der Roten Liste als nicht gefährdet geführt.